# Carex camposii
Carex camposii es una especie de planta herbácea de la familia de las ciperáceas.

## Descripción
Es una planta cespitosa,  con rizoma muy robusto. Tallos fértiles (40)70- 130(150) cm de altura, lisos, obtusamente trígonos, gruesos. Hojas de (5)7-13(16) mm de anchura, de menor longitud que los tallos, lisas salvo en los márgenes de la zona apical, plegadas, bastante rígidas, de color verde obscuro, brillantes; lígula de 5-20(30) mm, generalmente aguda, con márgenes ± enteros e incluidos en la anchura del limbo; antelígula de longitud mucho menor que la lígula, obtusa; vainas basales enteras, de color pardo aunque a veces tienen tonalidades anaranjadas. Bráctea inferior foliácea, de menor longitud que la inflorescencia. Espigas masculinas 1-2, de (15)30-50(60) × 3-5 mm, ± fusiformes; espigas femeninas 2-4, de (25)35-60(70) × 4-6 mm, cilíndricas, separadas, las superiores sésiles o casi, las inferiores pedunculadas, pero raras veces colgantes. Glumas masculinas ± oblongas, agudas u obtusas, de color pardo-púrpura obscuro, al menos en su juventud; glumas femeninas ± ovales, mucronadas, de color pardorojizo a pardo-púrpura obscuro. Utrículos (2)2,5-3,5(4) × 1-2 mm, suberectos, elipsoidales, trígonos, frecuentemente teñidos de rojo, con todos los nervios perceptibles aunque los 2 laterales están mucho más resaltados, bruscamente estrechados en un pico de 0,4-1 mm, bífido, generalmente liso en sus bordes externos y algo escábrido en los internos. Aquenios 1,4-1,9 × 0,9-1,4 mm, de contorno oval o elíptico, trígonos. Tiene un número de cromosomas de  2n = 72.

## Distribución y hábitat
Se encuentra en las orillas de arroyos en micaesquistos; a una altitud de (1200)1500-3000 metros en Sierra Nevada y Sierra de los Filabres.

## Taxonomía
Carex camposii fue descrita por Boiss. & Reut. y publicado en Pugillus Plantarum Novarum Africae Borealis Hispaniaeque Australis 117. 1852
Etimología
Ver: Carex
Sinonimia
- Carex laevigata Boiss.[3][4]